# Иван Гашпарович
Иван Гашпарович (слч. Ivan Gašparovič; Полтар, 27. март 1941) словачки је политичар, професор права и бивши председник Словачке, од 15. јуна 2004. године до 15. јуна 2014. године.
Иван Гашпарович је хрватског порекла: његов отац Владимир Гашпаровић, доселио се из Хрватске из Винодола у Словачку крајем Првог светског рата.
Иван Гашпарович завршио је од 1959 — 1964. године права на Правном факултету Универзитета Коменског у Братислави. Од 1968. године на овом факултету је радио као предавач а 1990. године је постао проректор.
Од 1965. до 1968. године био је тужилац у Мартину и Братислави а од 1990. до 1992. и главни тужилац Чехословачке. Био је у Покрету за демократску Словачку чији члан је био од 1992. до 15. јула 2002. године. 2002. године је основао Покрет за демократију.
Године 2004. у другом кругу непосредних избора изабран је за словачког председника, када је у првом колу поразио осим других и кандидата Словачке демократске и хришћанске уније Едуарда Кукана а у другом колу Владимира Мечјара. На председничким изборима 2009. поново је изабран за председника Словачке када је у другом кругу победио Ивету Радичову.